# نوعی لبخند
نوعی لبخند (به فرانسوی: Un certain sourire) نام یک کتاب ادبی است که توسط فرانسواز ساگان، نویسندهٔ اهل فرانسه نوشته شده‌است.